# Lasaia arsis
Lasaia arsis is een vlindersoort uit de familie van de prachtvlinders (Riodinidae), onderfamilie Riodininae.
Lasaia arsis werd in 1887 beschreven door Staudingerl.